# アグネス・クラーク

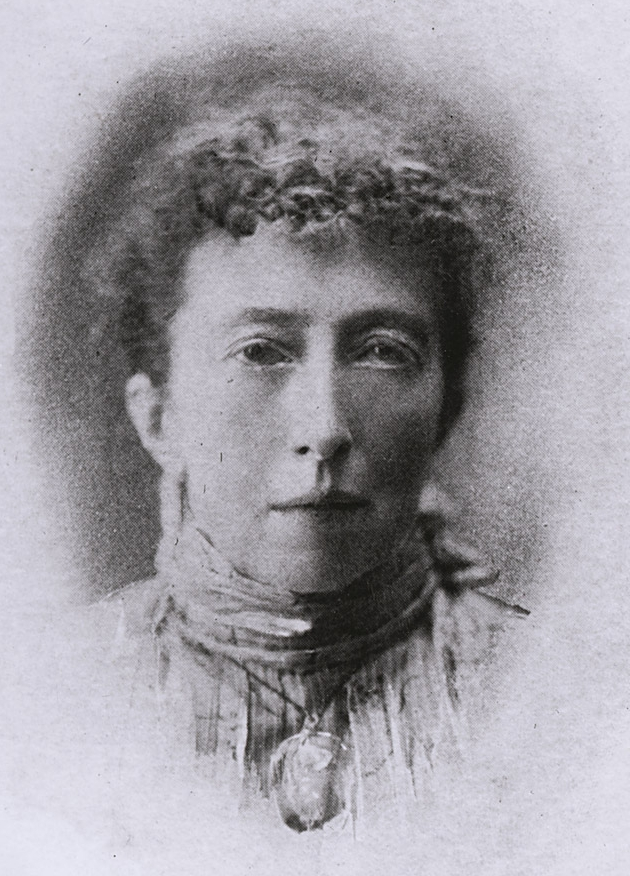
Agnes Mary Clerke

アグネス・メアリー・クラーク（Agnes Mary Clerke、1842年2月10日 – 1907年1月20日）はイギリスの天文学、天文学史についての著述を行った女性作家。

## 人物
アイルランドのSkibbereenで生まれ、ロンドンで没した。
クラークは早くから天文学に興味を持ち､15歳の時には天文学について書くようになった。クラークの一家は1861年にダブリン、1863年にクィーンズタウンに移り、数年後にクラークはイタリアを訪れ、1877年までイタリアに留まった。主にフィレンツェの公共図書館で学び、作家となる準備をした。1877年にロンドンに移った。
最初の重要な作品であるCopernicus in Italy（『イタリア時代のコペルニクス』）はエジンバラ・レヴュー誌に1877年に掲載され、1855年に出版されたA Popular History of Astronomy during the Nineteenth Century（『19世紀天文学史』）で有名になった。クラークは天文学者ではなかったが、天文学研究についての解説に秀でていた。1888年にはケープ天文台の所長デービッド・ギル夫妻の招きで3ヶ月も天文台に留まり、当時は新しい天文学の分野となった天体分光学についての知識を得た。
1892年にRoyal Institutionからアクトニアン賞(Actonian Prize)を受賞し、英国天文協会( British Astronomical Association)の会員として､英国天文協会の会合や王立天文学会の会合に参加した。1903年にマーガレット・ハギンズとともに王立天文学会の名誉会員に選ばれた。それまで女性の名誉会員はカロライン・ハーシェルとメアリー・サマヴィルしかいなかった。
姉のエレン・メアリー・クラーク（Ellen Mary Clerke:1840年–1906年）も天文学に関する著作がある。
月のクラーク・クレータは彼女の名に因んで命名された。